# Ja'ar Švejc
Les Švejc (hebrejsky: יער שווייץ, Ja'ar Švejc, též יער שווייצריה, Ja'ar Švejcarija, doslova Švýcarský les) je lesní komplex v Izraeli, v Dolní Galileji.

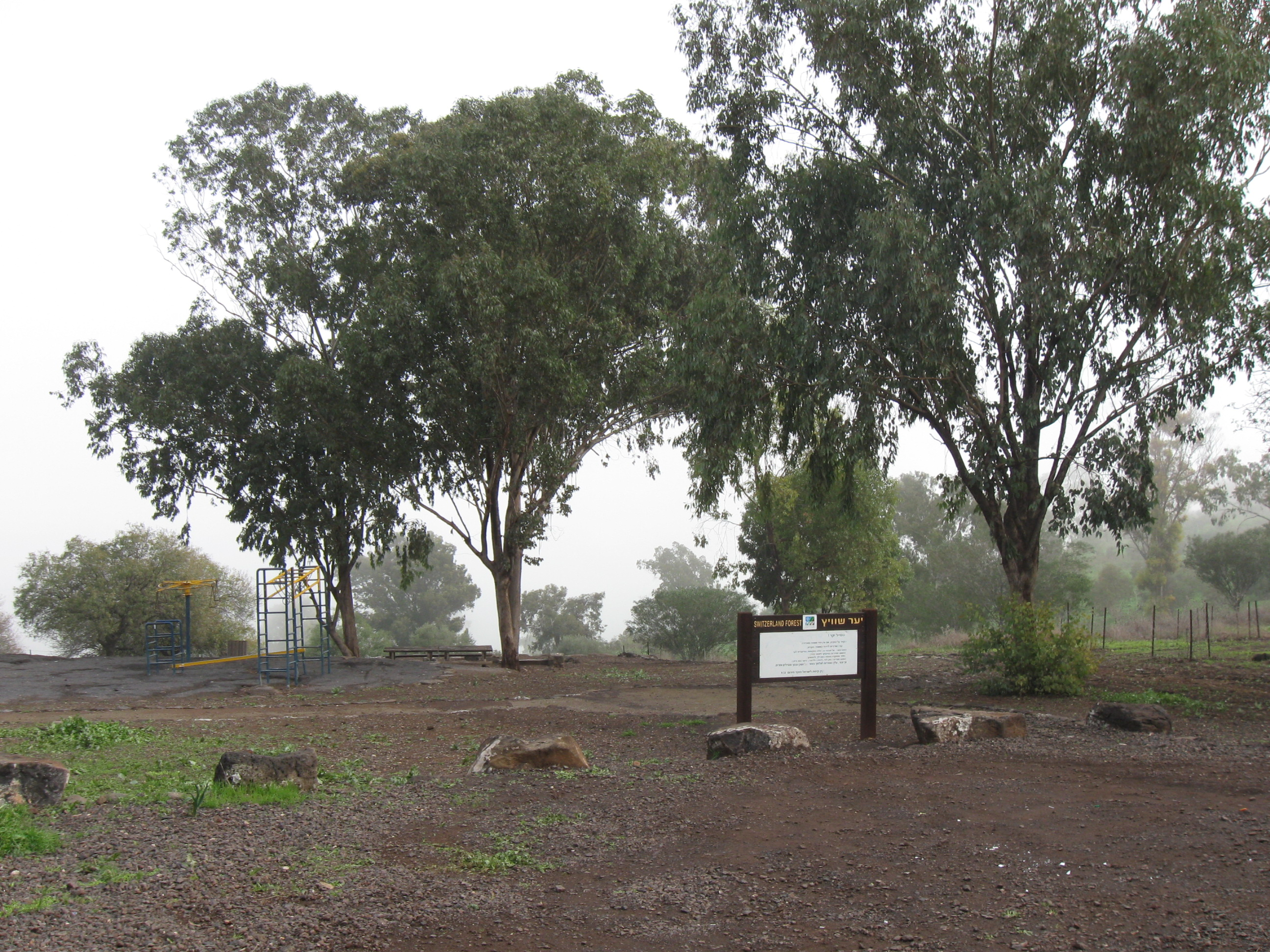
Vegetace v lese

Rozkládá se na jižním okraji města Tiberias, na východních svazích horského hřbetu Ramat Porija, který sleduje západní břeh Galilejského jezera, respektive jeho části nazývané Har Menor. Areál je turisticky využíván a je vybaven sítí značených cest. Nachází se tu rovněž pahorek Har Bereniki s pozůstatky byzantského kostela a četné vyhlídkové body.
Pojmenován je na počest Židů ze Švýcarska, jejichž místní organizace Židovského národního fondu výsadbu lesa ve 20. letech 20. století zahájila. V roce 1934 v tomto regionu došlo k tragédii, kdy při deštích a sesuvech půdy zemřelo 29 lidí. Už tehdy, za britského mandátu, zde proto začaly rekultivační práce, jejichž cílem bylo ochránit prudké svahy před další erozí a splavováním půdy.